# ジェイムズ・ロス島
ジェイムズ・ロス島(ジェイムズ・ロスとう、James Ross Island)は、南極半島の北東端付近に位置し、プリンス・グスタフ海峡に隔てられている大きな島である。標高1630メートルで、南北方向に64km伸びた不規則な形をしている。オットー・ノルデンショルドに率いられた1903年のスウェーデンの探検隊によって記録され、1842年にこの地を探検し、島の東に沿って多くの地点を地図に記したイギリス探検隊の隊長ジェイムズ・ブライアン・ロスの名前にちなんで命名された。マクマード海峡にあるロス島との混同を避けるため、この島は「ジェイムズ・ロス島」と呼ばれる。
南極大陸で南アメリカ大陸に最も近いグレアムランドと呼ばれる半島の周囲にいくつかある島の1つである。
この島は、かつて棚氷によって南極大陸と繋がっていたが、1995年に棚氷が崩壊し、プリンス・グスタフ海峡が形成されて初めて通航できるようになった。
チェコの初めての南極観測基地であるメンデル極地基地はこの島にある。

## 古生物学
南極で初めて発見された恐竜は、1986年にジェイムズ・ロス島でアルゼンチンの地質学者エドゥアルド・オリベロとロベルト・スカッソに発見された中サイズの曲竜類Antarctopelta oliveroiである。化石は島北部のサンタ・マルタ洞窟から約2キロメートル南の後期白亜紀カンパニアン期の地層から発掘されたが、命名は2006年になってのことであった。

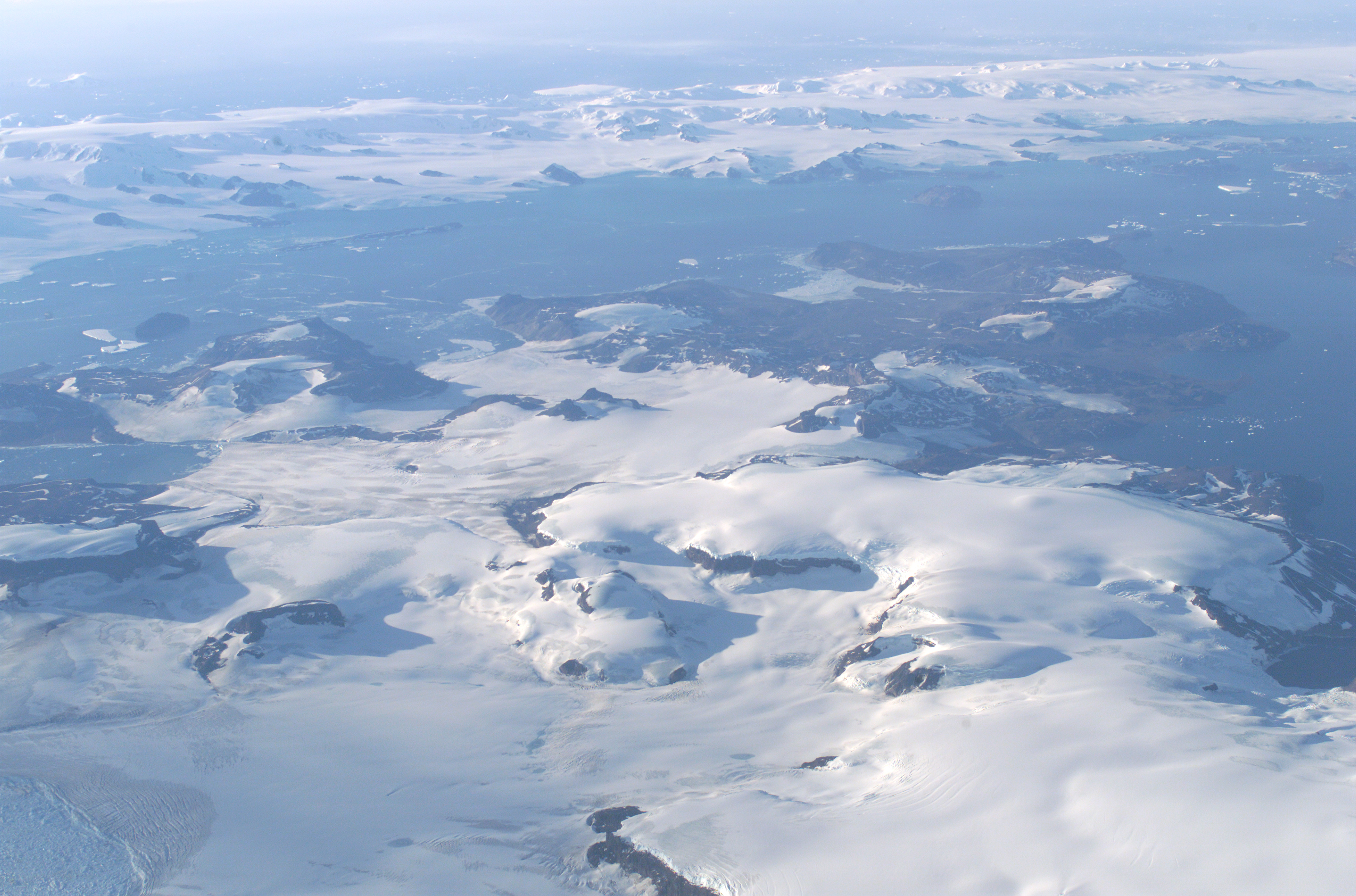
2004年のAirSARミッションでNASAのDC-8から撮影された南極半島

2003年12月、アメリカ合衆国の古生物学者でセイント・メアリーズ大学のジャッド・ケースと同国の地質学者でSouth Dakota School of Mines and Technologyのジェームズ・マーティンは、この島で後期白亜紀の地層から獣脚類の骨を発見した。発見されたNaze Peninsulaにちなんで"Naze"と名付けられた化石には、上顎と歯、下顎の大部分と脚が含まれていた。情報はほとんど得られなかったが、脚と足の形状からこの恐竜が速く走れたことが示唆され、大きさは全長約1.8メートル、体重約135キログラムと推定された。これはクリョロフォサウルスに続いて2例目の南極での獣脚類の発見であった。